# Ogden Point

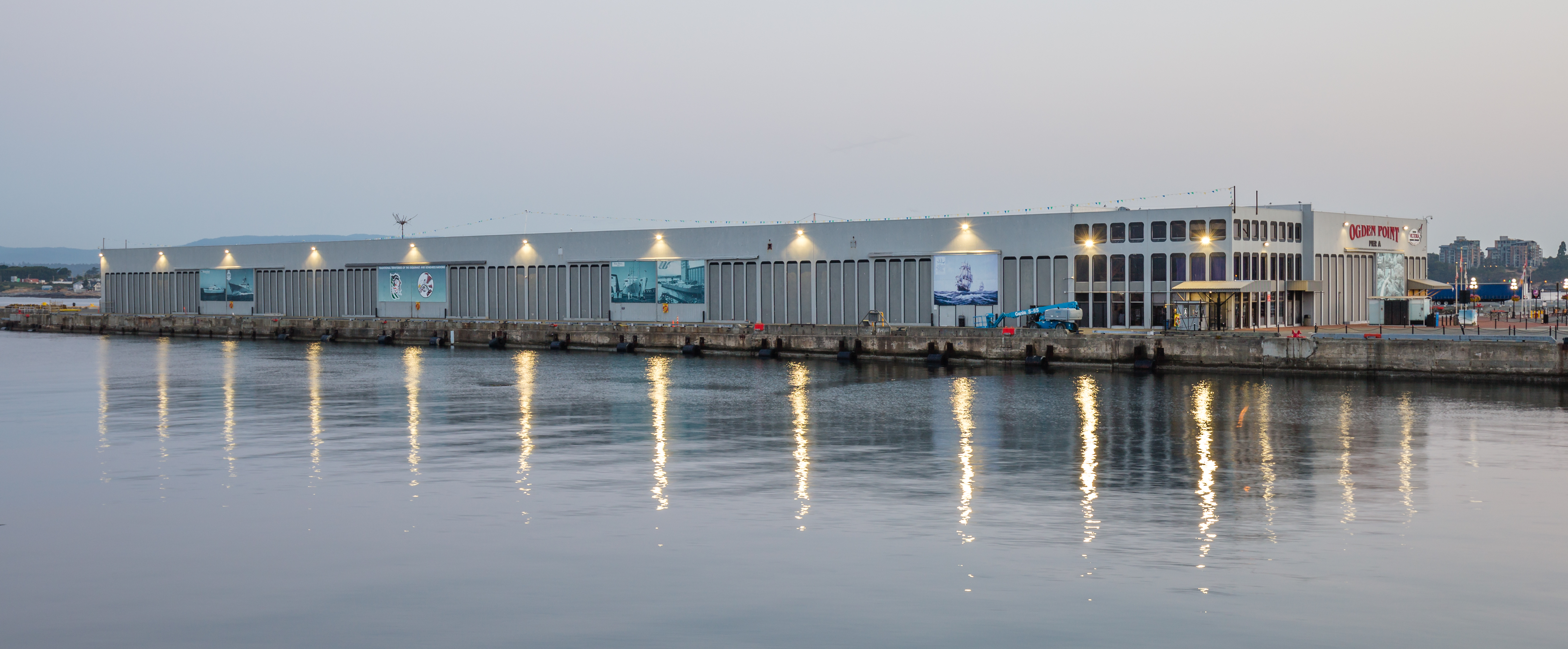
Ogden Point poco antes del amanecer (2018)

Ogden Point es una instalación portuaria de aguas profundas ubicada en la esquina suroeste de la ciudad de Victoria, Columbia Británica, Canadá. Se encuentra ubicado en la histórica y hermosa ciudad en el extremo sur de la isla de Vancouver, junto al estrecho de Juan de Fuca, no lejos de Vancouver y Seattle, Estados Unidos, lo cual lo ha convertido en un atractivo destino de cruceros. También sirve como instalación de reparación y suministro de buques para cruceros y otros buques, como los tendidos de cable de alta mar. Ogden Point también tiene un helipuerto con servicio frecuente al puerto de Vancouver, el aeropuerto internacional de Vancouver y Seattle. El puerto se encuentra en la entrada este del puerto de Victoria. Para embarcaciones más pequeñas hay rampa para embarcaciones remolcables.
La instalación de cruceros es el puerto de escala más concurrido de Canadá y en el 2018 atendió 245 visitas de barcos, con más de 20 barcos con capacidad para 3.000 pasajeros cada uno de diez líneas de cruceros que se espera que llamen entre finales de abril y principios de octubre. La mayoría de las visitas son de un día o de noche desde cruceros que cruzan a Alaska desde Seattle, Los Ángeles o San Francisco, pero también hay cruceros por el noroeste del Pacífico, que a menudo incluyen Vancouver y / o Seattle.

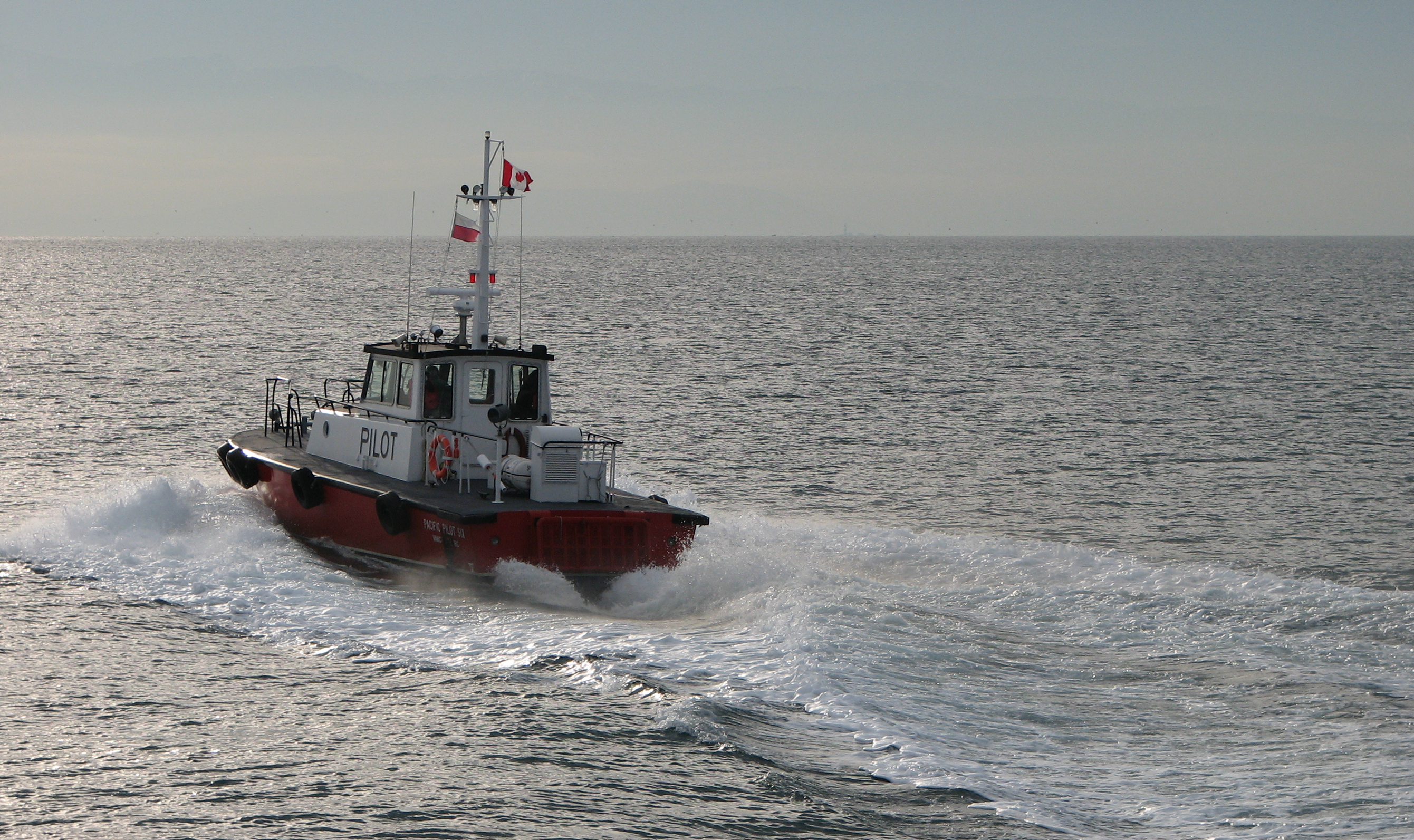
Barco piloto zarpa de Ogden Point para llevar a un piloto el puerto hasta un gran buque en la Estación de Ascenso de Pilotos de Brotchie

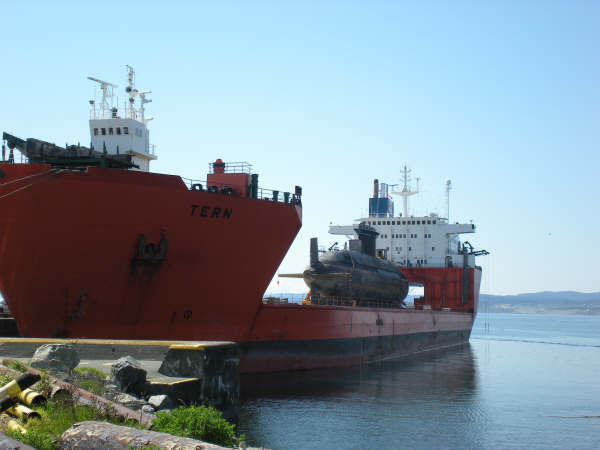
El MV Tern llevando al submarino HMCS "Chicoutimi" SSK 879 a Ogden Point, en el 2009